# Liste der Biografien/Smith
Liste der Biografien |
Portal Biografien |
Personensuche
# |
A |
B |
C |
D |
E |
F |
G |
H |
I |
J |
K |
L |
M |
N |
O |
P |
Q |
R |
S |
T |
U |
V |
W |
X |
Y |
Z |
?
 
Sa |
Sb |
Sc |
Sd |
Se |
Sf |
Sg |
Sh |
Si |
Sj |
Sk |
Sl |
Sm |
Sn |
So |
Sp |
Sq |
Sr |
Ss |
St |
Su |
Sv |
Sw |
Sy |
Sz
 
Sma |
Smb |
Sme |
Smi |
Smj |
Smo |
Smr |
Smu |
Smy
 
Smia |
Smic |
Smid |
Smie |
Smig |
Smij |
Smik |
Smil |
Smir |
Smis |
Smit
 
Smita |
Smite |
Smith |
Smitk |
Smitr |
Smits |
Smitt
 
Smith, A |
Smith, B |
Smith, C |
Smith, D |
Smith, E |
Smith, F |
Smith, G |
Smith, H |
Smith, I |
Smith, J |
Smith, K |
Smith, L |
Smith, M |
Smith, N |
Smith, O |
Smith, P |
Smith, Q |
Smith, R |
Smith, S |
Smith, T |
Smith, U |
Smith, V |
Smith, W |
Smith, Y |
Smith, Z |
Smith? |
Smitha |
Smithe |
Smithi |
Smiths |
Smithw |
Smithy
Die Liste der Biografien führt alle Personen auf, die in der deutschsprachigen Wikipedia einen Artikel haben. Dieses ist eine Teilliste mit 27 Einträgen von Personen, deren Namen mit den Buchstaben „Smith“ beginnt.

## Smith

### Smith B
- Smith Barton, Benjamin (1766–1815), US-amerikanischer Botaniker
- Smith Basterra, Jaime (* 1965), spanischer Manager

### Smith E
- Smith Eigenmann, Rosa (1858–1947), US-amerikanische Ichthyologin

### Smith J
- Smith Jones, Marie (1918–2008), letzte Sprecherin der Sprache Eyak

### Smith L
- Smith Lewis, Agnes (1843–1926), schottische Theologin und Orientalistin

### Smith O
- Smith of Gilmorehill, Elizabeth Smith, Baroness (* 1940), schottische Politikerin der Labour Party und des House of Lords
- Smith Osborne, Madolyn (* 1957), US-amerikanische Schauspielerin

### Smith R
- Smith Rice, Windland (1970–2005), US-amerikanische Fotografin und Schauspielerin
- Smith Rowe, Emile (* 2000), englischer Fußballspieler

### Smith-B
- Smith-Barnett, Destiny (* 1996), liberianisch-US-amerikanische Sprinterin
- Smith-Brown, Ashley (* 1996), englischer Fußballspieler
- Smith-Brown, Carmen (* 1943), jamaikanische Sprinterin und Hürdenläuferin

### Smith-C
- Smith-Cameron, J. (* 1957), US-amerikanische Schauspielerin
- Smith-Clarke, George Thomas (1884–1960), britischer Ingenieur
- Smith-Cumming, Mansfield (1859–1923), britischer Offizier und erster Direktor des Secret Intelligence ServiceMansfield Smith-Cumming (1859–1923)

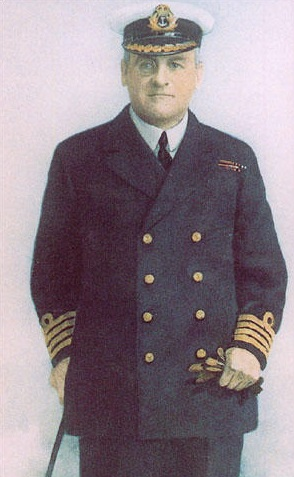
Mansfield Smith-Cumming (1859–1923)

### Smith-D
- Smith-Dorrien, Horace (1858–1930), britischer General, Gouverneur von Gibraltar (1918–1923)

### Smith-G
- Smith-Gneist, Zethphan (* 2001), deutscher Schauspieler

### Smith-H
- Smith-Hald, Frithjof (1846–1903), norwegischer Landschaftsmaler

### Smith-J
- Smith-Johannsen, Herman (1875–1987), norwegisch-kanadischer Skilangläufer und Langlaufpionier

### Smith-N
- Smith-Neale, Adam (* 1993), englischer Dartspieler
- Smith-Njigba, Jaxon (* 2002), US-amerikanischer American-Football-Spieler

### Smith-P
- Smith-Pelly, Devante (* 1992), kanadischer Eishockeyspieler

### Smith-S
- Smith-Schuster, JuJu (* 1996), US-amerikanischer American-Football-Spieler
- Smith-Stanley, Edward, 12. Earl of Derby (1752–1834), britischer Gründer der Oaks Stakes (Pferderennen) und Namensgeber für das Derby
- Smith-Stanley, Edward, 13. Earl of Derby (1775–1851), britischer Politiker, Grundbesitzer, Baumeister, Landwirt, Kunstsammler und Naturforscher
- Smith-Stanley, Edward, 14. Earl of Derby (1799–1869), britischer Politiker, Mitglied des House of Commons, Premierminister
- Smith-Stanley, Elizabeth, Countess of Derby (1753–1797), britische Adlige und durch Heirat Countess of Derby